# FLYING SATURDAY
『FLYING SATURDAY』（フライング・サタデー）は、2002年1月から2003年3月までエフエム九州 (CROSS FM) で放送されていたワイド番組である。
博多駅GIGAスタジオから生放送されていた土曜午後のワイド番組。リポーターが話題のスポットを紹介するコーナーや、参加者に現金が当たるクイズ企画などを設けていた。ナビゲーターは吉村昌広が務めていた。

## 放送時間
いずれも日本標準時。
- 土曜 14:00 - 17:00 （2002年1月 - 2002年3月）
- 土曜 13:00 - 16:00 （2002年4月 - 2003年3月）